# Système éducatif au Soudan du Sud
 (avril 2012).
Si vous disposez d'ouvrages ou d'articles de référence ou si vous connaissez des sites web de qualité traitant du thème abordé ici, merci de compléter l'article en donnant les références utiles à sa vérifiabilité et en les liant à la section « Notes et références ».
 (avril 2012).
- Si vous ne connaissez pas le sujet, laissez ce bandeau (vous pouvez alors contacter les auteurs).
- Si vous supprimez le contenu mis en cause (vous pouvez préalablement contacter les auteurs),

argumentez précisément cette suppression dans la page de discussion
(un manque de référence n'est pas un argument ; une recherche réelle de référence doit avoir été effectuée, être formellement documentée).

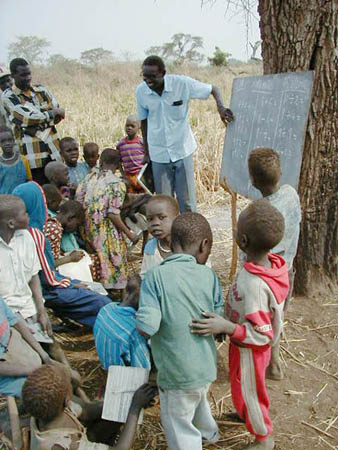
École de village.

Au Soudan du Sud, le système éducatif est calqué sur celui du Soudan. L'enseignement primaire s'étend sur 8 ans, suivi de trois ans d'enseignement secondaire puis de 4 ans d'études universitaires ; il s'agit d'un système 8 + 3 + 4, en vigueur depuis 1990. La langue utilisée dans ces trois niveaux d'enseignement est l'anglais, contrairement au Soudan, où la langue d'enseignement est l'arabe. Dans les domaines scientifique et technique, il manque un grand nombre de professeurs anglophones.

## Aspect général
L'analphabétisme est très répandu au Soudan du Sud. En 2011, on[Qui ?] estimait que plus de 80 % de la population ne savait ni lire ni écrire . Les difficultés sont encore plus importantes pour les jeunes filles. Proportionnellement, le Sud-Soudan est dans le monde le pays où les filles ont le moins accès à l'éducation. Selon l'UNICEF, moins d'une fille sur 100 termine les 8 années d'enseignement primaire. Les filles ne représentent que 25 % des enfants scolarisés et le taux d'analphabétisme chez les femmes est le plus élevé au monde[réf. nécessaire]. Pour les Sud-Soudanais, l'éducation est une priorité ; ils tiennent d'ailleurs à faire le nécessaire pour améliorer leur système éducatif 
.

## Enseignement primaire
Vers 1980, le Soudan du Sud comptait environ 800 écoles primaires. La plupart de ces écoles furent construites lors de la période d'administration régionale du Sud (1972-1981). Un grand nombre d'écoles furent détruites lors de la Seconde Guerre civile soudanaise (1983-2005) bien que l'Armée populaire de libération du Soudan prît en charge des écoles situées dans les zones qui se trouvaient sous son contrôle. Néanmoins, beaucoup de professeurs et d'élèves figuraient parmi les réfugiés fuyant les ravages causés par la guerre à cette époque. Aujourd'hui, la plupart des cours se déroulent à l'air libre ou sous des arbres, à cause du manque de salles de classe. L'enseignement primaire est gratuit dans les écoles publiques pour tous les citoyens du Sud-Soudan entre 6 et 13 ans[réf. nécessaire].

## Enseignement secondaire
L'enseignement secondaire se déroule sur 3 ans. À ce stade, les matières scientifiques telles que la chimie, la biologie, la physique et la géographie, entre autres. Les élèves sont généralement âgés de 14 à 18 ans. L'enseignement secondaire souffre d'un taux élevé de déscolarisation, en raison de l'absentéisme chez les garçons et de la grossesse chez les filles.

## Enseignement supérieur
Après avoir franchi le cap de l'enseignement secondaire, il est possible de poursuivre sa scolarité dans une université ou une école professionnelle. Cependant, ces deux infrastructures ne sont pas suffisamment répandues, surtout en ce qui concerne les établissements professionnels. Comme dans la plupart des pays subsahariens, l'accent est trop souvent mis sur les universités et pas assez sur les connaissances nécessaires à la vie de tous les jours que l'on peut acquérir dans une école professionnelle.

## Enseignement professionnel
Le Soudan du Sud a besoin de diplômés issus d'écoles professionnelles afin de bâtir et entretenir ses infrastructures, comme ses routes, ses logements, son système de traitement des eaux, ses stations d'épuration ainsi que ses réseaux téléphonique, informatique et électrique pour faire fonctionner tous ces secteurs. L'entretien de tout ceci nécessitera alors une main-d’œuvre qualifiée. Fin 2011, il manquait toujours les infrastructures nécessaires pour former cette main-d’œuvre en question[réf. nécessaire].

## Universités
En juillet 2011, le Soudan du Sud comptait 12 universités (sept étaient publiques et cinq privées)[réf. nécessaire]. Les autorités estiment à 25 000 le nombre d'étudiants inscrits dans les cinq universités publiques[réf. nécessaire]. Cependant, il reste à déterminer le nombre exact d'étudiants présents, maintenant que toutes les universités du pays se trouvent dans le Soudan du Sud indépendant et non à Khartoum.
Le gouvernement fournit la nourriture ainsi que le logement aux étudiants. Le ministre chargé de l'enseignement supérieur, Joseph Ukel, affirme que les universités se retrouvent obligées de trouver l'espace suffisant pour toutes ces infrastructures. L'autre question est celle de l'argent : selon Ukel, le budget de l'année 2011 alloué à l'éducation qu'a proposé le gouvernement sud-soudanais ne comprend aucune dépense en faveur des universités[réf. nécessaire]. De plus, le problème des enseignants subsiste : presque 70 % de ces derniers sont originaires du Soudan. À la suite de la sécession survenue entre ces deux pays, les enseignants ne semblent pas disposés à venir s'installer au Soudan du Sud pour continuer à exercer leur profession dans les établissements scolaires de ce nouveau pays[réf. nécessaire].